# Dalbergia yunnanensis
Dalbergia yunnanensis är en ärtväxtart som beskrevs av Adrien René Franchet. Dalbergia yunnanensis ingår i släktet Dalbergia, och familjen ärtväxter.

## Underarter
Arten delas in i följande underarter:
- D. y. collettii
- D. y. yunnanensis